# Таганрогский институт имени А. П. Чехова
Таганро́гский институ́т и́мени А. П. Че́хова (ТИ имени А. П. Чехова) — высшее учебное заведение, расположенное в Таганроге. Филиал Ростовского государственного экономического университета.

## Общие сведения
Дирекция, физико-математический факультет, факультеты информатики, русского языка и литературы, искусства и художественного образования, педагогики и методики начального образования, исторический расположены в нескольких рядом стоящих зданиях по улице Инициативной (№ 46, 48, 50) рядом с Новым железнодорожным вокзалом. Факультеты иностранных языков, психологии и социальной педагогики — в историческом центре города, по ул. Петровская, 68.
Институт ведёт подготовку кадров по 20 профессиональным образовательным программам и специальностям.

## Названия института
- с 1955 по 2011 — Таганрогский государственный педагогический институт
- с 2011 по 2013 — Таганрогский государственный педагогический институт им. А. П. Чехова
- с 2013 по наст. время — Таганрогский институт имени А. П. Чехова (филиал) ФГБОУ ВПО «Ростовский государственный экономический университет (РИНХ)»[2]

## История
Федеральное государственное бюджетное образовательное учреждение высшего профессионального образования «Таганрогский государственный педагогический институт имени А. П. Чехова» было создано в 1955 году на основе двух донских вузов: Новочеркасского учительского института, учрежденного в 1911 году, и Таганрогского учительского института, созданного в 1939 году. Приказом Министра просвещения РСФСР от 02.09.1953 за № 655 Новочеркасский учительский институт был реорганизован в Новочеркасский государственный педагогический институт. Распоряжением Совета Министров РСФСР № 2975 от 19.08.1955 и приказом Министра просвещения РСФСР от 30.08.1955 № 435 Новочеркасский государственный педагогический институт был переведен в город Таганрог и переименован в Таганрогский государственный педагогический институт. Первым директором института стал Ковыршин Н. П..

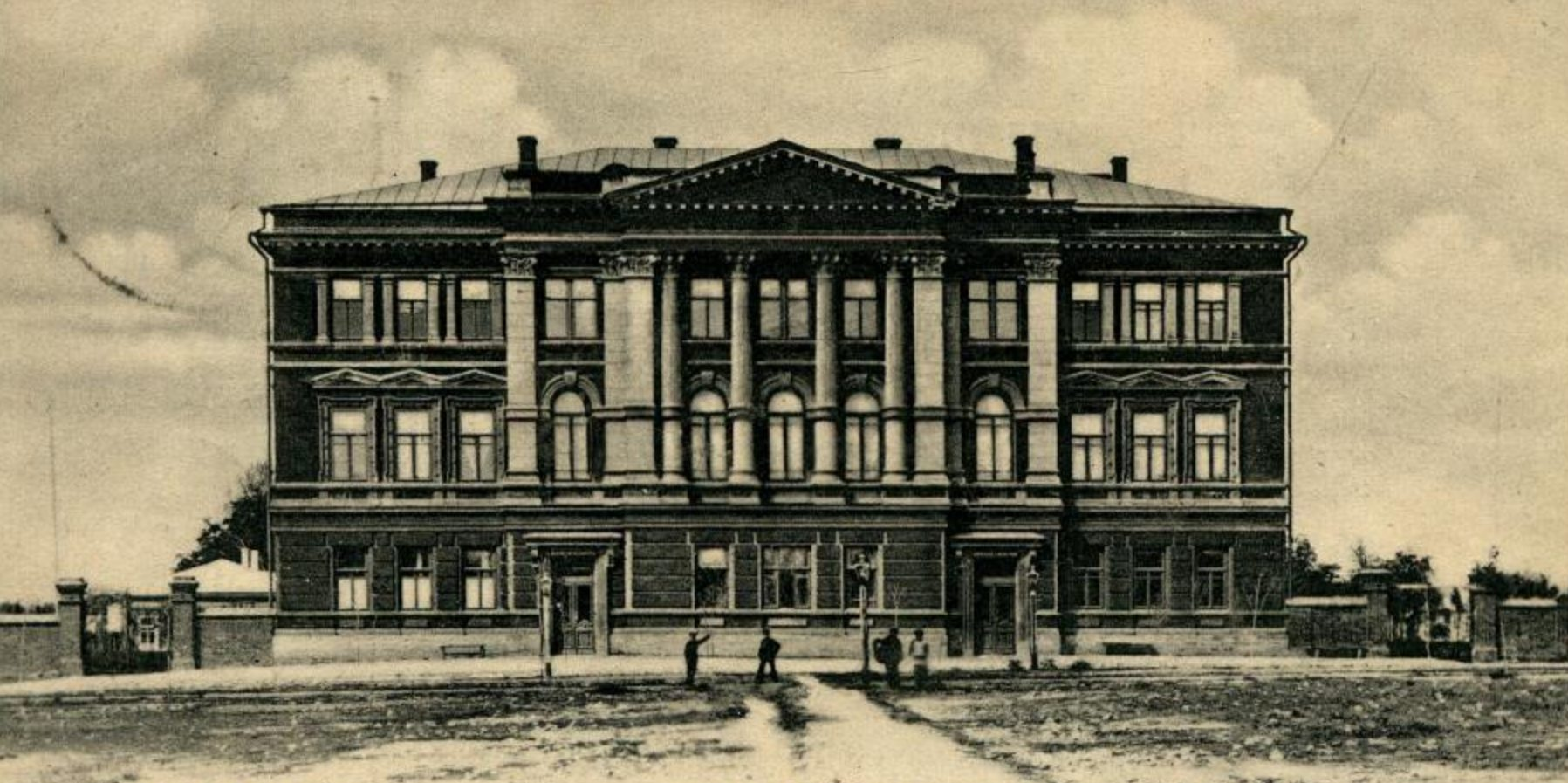
Здание Высшего начального женского училища, 1900

До 1970 года физико-математический и литературный факультеты педагогического института располагались в здании бывшего Высшего начального женского училища, на Красной площади.
C 2008 года ТГПИ — официальный партнёр ООН по программе развития медиаграмотности и медиаобразования.
Учёные ТГПИ неоднократно становились победителями различных научно-исследовательских конкурсов грантов Министерства образования и науки РФ, Федеральной целевой программы «Кадры», Фонда Президента РФ — Программа поддержки ведущих научных школ России, молодые доктора и кандидаты наук, Российского гуманитарного научного фонда, Российского фонда фундаментальных исследований, Программы «Университеты России», Фондов МакАртуров, Карнеги, Программ Фулбрайт, ДААД, IREX, Института Кеннана, Национальных научных фондов Франции, Швейцарии и др.
С 2005 года в ТГПИ издается научный журнал «Вестник Таганрогского государственного педагогического института». Преподаватели ТГПИ публикуют статьи в таких реферируемых журналах как «Педагогика», «Философия права», «Личность. Культура. Общество», «Мир образования — образование в мире», «Преподаватель XXI век», «Инновации в образовании», «Медиаобразование», «Известия вузов. Северо-Кавказский регион», «Дополнительное образование и воспитание», «Молодежь и общество», «Инновационные технологии в образовании», «Научная мысль Кавказа», «Вопросы культурологии», «Полис» и др.
С 2005 по 2010 год ТГПИ возглавлял Виталий Владимирович Попов — крупный учёный-философ, основатель нового направления в российской логической науке — логики процессов.
В 2007 году поднимался вопрос о присоединении ТГПИ к Южному федеральному университету наряду со Таганрогским радиотехническим университетом (ТРТУ), но педагогическому институту удалось отстоять свою независимость.
В 2011 году Таганрогский государственный педагогический институт занял 74 место в рейтинге научной и публикационной активности российских вузов, подготовленном Высшей школой экономики и РИА Новости по заказу Общественной палаты Российской Федерации. Всего в рейтинг включено 474 государственных вуза из 1400. Рейтинг научной и публикационной активности российских вузов представлен по данным на конец 2010 года.
Согласно рейтингу научной и публикационной активности вузов России, Таганрогский государственный педагогический институт занимал: 8 место среди всех 74-х педагогических вузов РФ; 6 место среди 38 вузов Южного федерального округа; 2 место (после Южного федерального университета) среди всех вузов Ростовской области. По среднегодовому числу грантов Российского гуманитарного научного фонда — РГНФ (за период 2006—2010 года) в расчете на 100 штатных преподавателей вуза Таганрогский государственный педагогический институт им. А. П. Чехова занимал: 15 место среди всех вузов РФ; 3 место среди всех 74-х педагогических вузов РФ; 1 место среди 38 вузов Южного федерального округа; 1 место среди всех вузов Ростовской области.
В апреле 2011 года распоряжением администрации Ростовской области Таганрогскому государственному педагогическому институту было присвоено имя А. П. Чехова.

## ТГПИ в списке неэффективных вузов
В ноябре 2012 года ТГПИ, по результатам мониторинга Министерства образования России, попал в число российских ВУЗов с признаками неэффективности. Также в Ростовской области в этот список были включены Ростовская государственная консерватория имени С. В. Рахманинова, Азово-Черноморская государственная аграрно-инженерная академия и Донской государственный аграрный университет.
По мнению министра образования Ростовской области Игоря Гуськова, в ноябре 2012 года рассматривалась возможность объединения Донского государственного аграрного университета и Азово-черноморской государственной агроинженерной академии. Ростовскую государственную консерваторию ни к чему нельзя присоединять, поскольку она имеет социально-культурную значимость для области. Что же касается Таганрогского государственного педагогического института, то он может войти в состав Южного федерального университета.
Многие полагали, что включение в министерский «черный список» таких уважаемых и авторитетных учебных заведений, как Ростовская консерватория, Таганрогский педагогический институт и Донской государственный аграрный университет — просто ошибка.
В ноябре 2012 года администрация ТГПИ обратилась к губернатору Ростовской области Василию Голубеву с просьбой сохранить существующий статус ВУЗа. Письмо было поддержано главами Неклиновского, Куйбышевского, Матвеево-Курганского и Белокалитвинского районов.
В декабре 2012 года стало известно, что итоги мониторинга неэффективных вузов намерена оспорить общественная организация «Российский профсоюз студентов».
В апреле 2013 года список неэффективных ВУЗов сократили с 136 до 30. Среди этих 30 «обречённых» ВУЗов продолжал фигурировать ТГПИ.
В апреле 2013 года было сообщено, что в Министерстве образования и науки РФ уже принято решение о присоединении ТГПИ к одному из более мощных ростовских вузов — ЮФУ или РИНХу.

## Ликвидация ТГПИ как самостоятельного института
На 2013 год ТГПИ был единственным педагогическим ВУЗом на Дону. Слухи об объединении с ростовским РИНХом появились ещё весной 2013 года.
29 июля 2013 года министром образования и науки РФ Д. В. Ливановым был подписан приказ № 624, в соответствии с которым «Таганрогский государственный педагогический институт имени А. П. Чехова» был присоединён к «Ростовскому государственному экономическому университету (РИНХ)» в качестве обособленного структурного подразделения (филиала). Новое название, данное ТГПИ в соответствии с приказом № 624 — "Таганрогский институт имени А. П. Чехова (филиал) ФГБОУ ВПО «Ростовский государственный экономический университет (РИНХ)». Форму и условия обучения в таганрогском институте менять не планируется.
Единственным положительным моментом реорганизации ТГПИ сотрудники института считают тот факт, что институт присоединен к Ростовскому экономическому университету, в котором «нет перекрестных специальностей», а не к ЮФУ, допустим, в котором бы, по их мнению, ТГПИ бы «растворился».
На август 2013 года в ТГПИ для очной формы обучения имелось 340 бюджетных мест. Конкурс в 2013 году увеличился и составил 7,4 человека на место против 6,2 человек в 2012 году.

## Здание института

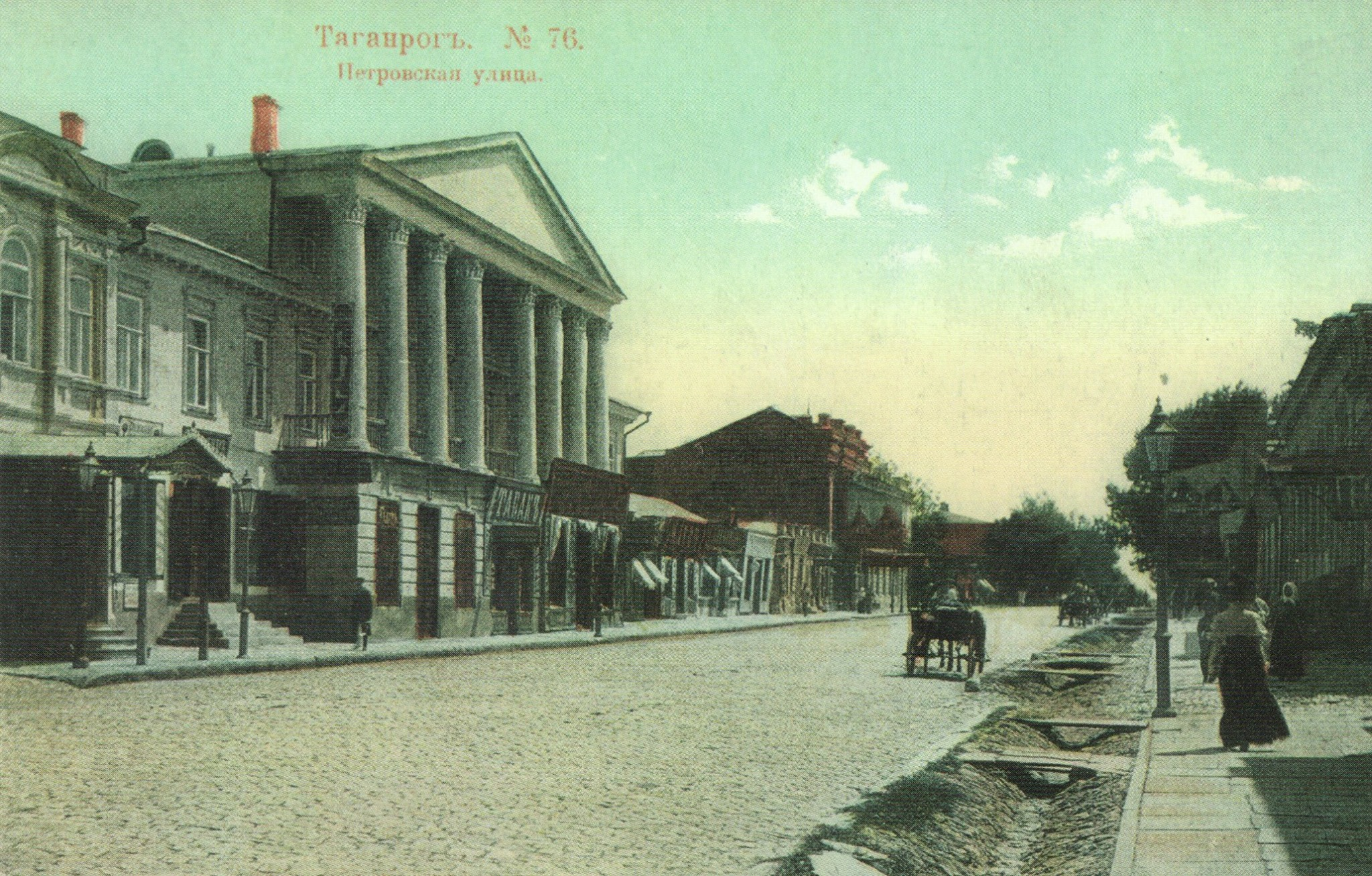
Здание факультета в начале XX века

Здание факультета иностранных языков относится к Объектам культурного наследия федерального значения (Постановление СМ РСФСР № 1327).
Кирпичное здание с восемью колоннами и треугольным фронтоном было построено по утвержденному проекту 1861 года на средства нахичеванского купца 1-й гильдии Карпа Марковича Гайрабетова.
Первоначально на первом этаже было питейное заведение «Траттория», которое посещали иностранные моряки, конторские клерки, чиновники и др. С 1864 года часть помещений здания занимал клуб коммерческого собрания.
Фасадную часть первого этажа занимали магазины. среди них был магазин обуви Т. И. Ильенко, магазин шляп И. Лева, граммофонов, велосипедов, швейных машинок И. Розенштейн и др. Работал также магазин «Табак» и «Чайный магазин» А. Г. Карелина.
С 1915 году в главном корпусе здания размещалось таганрогское Общество потребителей. Общество обеспечивало своих членов качественными товарами. В разное время здесь был Дом профсоюзных работников, клуб и музей Атаманского полка, губернские курсы, клуб кожевников, Совпартшкола, сельскохозяйственная школа; поликлиника с рентгеновским кабинетом, лаборатория, электролечение, косметический и зубоврачебный кабинеты.
В 1932 году в здании работала парикмахерская с пятью мастерами. Первый этаж правого крыла здания занимал магазин «ТэЖэ» (только для Женщин). В годы Великой Отечественной войны здание было частично разрушено, после восстановления в нём размещался пищевой техникум, а с 1955 года — педагогический институт.

## Ректоры ТГПИ (с 2014 — директора)
- 2016—2024 — Голобородько, Андрей Юрьевич
- 2010—2016 — Голубева, Ирина Валериевна (ректор, с 2014 ─ директор филиала)
- 2005—2010 — Попов, Виталий Владимирович
- 1988—2004 — Хоруженко, Константин Михайлович
- 1986—1987 — Рябченко, Алексей Михайлович
- 1971—1986 — Варнавских, Анатолий Борисович
- 1968—1970 — Бабин, Борис Николаевич
- 1961—1968 — Олесеюк, Евгений Викторович
- 1959—1961 — Бескоровайный, Исай Илларионович
- 1955—1959 — Ковыршин, Николай Павлович

## Известные преподаватели
- Бондаренко, Иван Иванович (1910—1999) — российский писатель, чеховед, педагог.
- Голубева, Ирина Валериевна (1971) — доктор филологических наук, профессор, ректор Таганрогского государственного педагогического института.
- Зобов, Александр Александрович (1911—1998) — советский государственный и партийный деятель, 1-й секретарь Таганрогского горкома КПСС (1943—1950), зав. кафедрой истории и политэкономии[26].
- Инфантова, Галина Геннадиевна (1927—2010) — российский учёный-филолог, педагог.
- Фёдоров, Александр Викторович (1954) — российский учёный-педагог, специалист в области медиаобразования, киноведения.
- Феличкин, Юрий Михайлович (1904—1992) — советский разведчик, филолог, педагог.
- Чесноков, Петр Вениаминович (1922—2011) — российский учёный-филолог, педагог.

## Известные студенты и выпускники
- Басов, Михаил Михайлович (1977) — российский режиссёр-документалист, медиахудожник[27].
- Голубева, Ирина Валериевна (1971) — доктор филологических наук, профессор, директор Таганрогского института имени А. П. Чехова.
- Григорьев, Игорь Павлович (1966) — музыкант, композитор, исполнитель, в прошлом — известный журналист и продюсер.
- Довжик, Станислав Валентинович (1980) — режиссёр кино и телевидения, постановщик ряда сериалов, актёр.
- Дроздова, Ольга Куприяновна (1944) — российский педагог, Заслуженный учитель РФ, директор гимназии «Мариинская».
- Романченко, Надежда Ивановна (1942) — российский педагог, Заслуженный учитель РФ, директор Таганрогской Гимназии № 2 им. А. П. Чехова[28].
- Сёмин, Виталий Николаевич (1927—1978) — русский писатель[29].
- Федотов, Алексей Владимирович (1973)—(2015)— актёр, шоумен.
- Феличкин, Юрий Михайлович (1904—1992) — советский разведчик, филолог, педагог.[30]
- Хаславский, Олег Львович (1948) — российский поэт, переводчик, фотограф, художник.[30]
- Шевченко, Ольга Вячеславовна (1974) — российский педагог, директор таганрогской Гимназии № 2 им. А. П. Чехова с 2007 по 2010 год.[31]
- Щербина, Олег Фёдорович (1958—2020) — российский журналист, редактор.